# Elophos unicoloraria occidentalis
Sous-espèce
Elophos unicoloraria occidentalis est un lépidoptère appartenant à la famille des Géométridés.

## Référence taxinomique
- (en) Fauna Europaea : Elophos (Elophos) unicoloraria subsp. occidentalis (Oberthür, 1913) (consulté le 23 mars 2023)